# 艾米·格斯特勒
艾米·格斯特勒（Amy Gerstler），美国女诗人。
艾米·格斯特勒生于1956年。1978年毕业于培泽学院（Pitzer College），2000年在贝林顿学院（Bennington College）获艺术硕士学位。其诗集包括Bitter Angel（1990年，获1991年National Book Critics Circle Award)、Medicine（2000年，入围Phi Beta Kappa Poetry Award）、Ghost Girl（2004年）和Dearest Creature（2009年）等。《洛杉矶时报》称之为“我国最好的诗人之一”。2010年任The Best American Poetry客座编辑。